# 亞歷山大柱

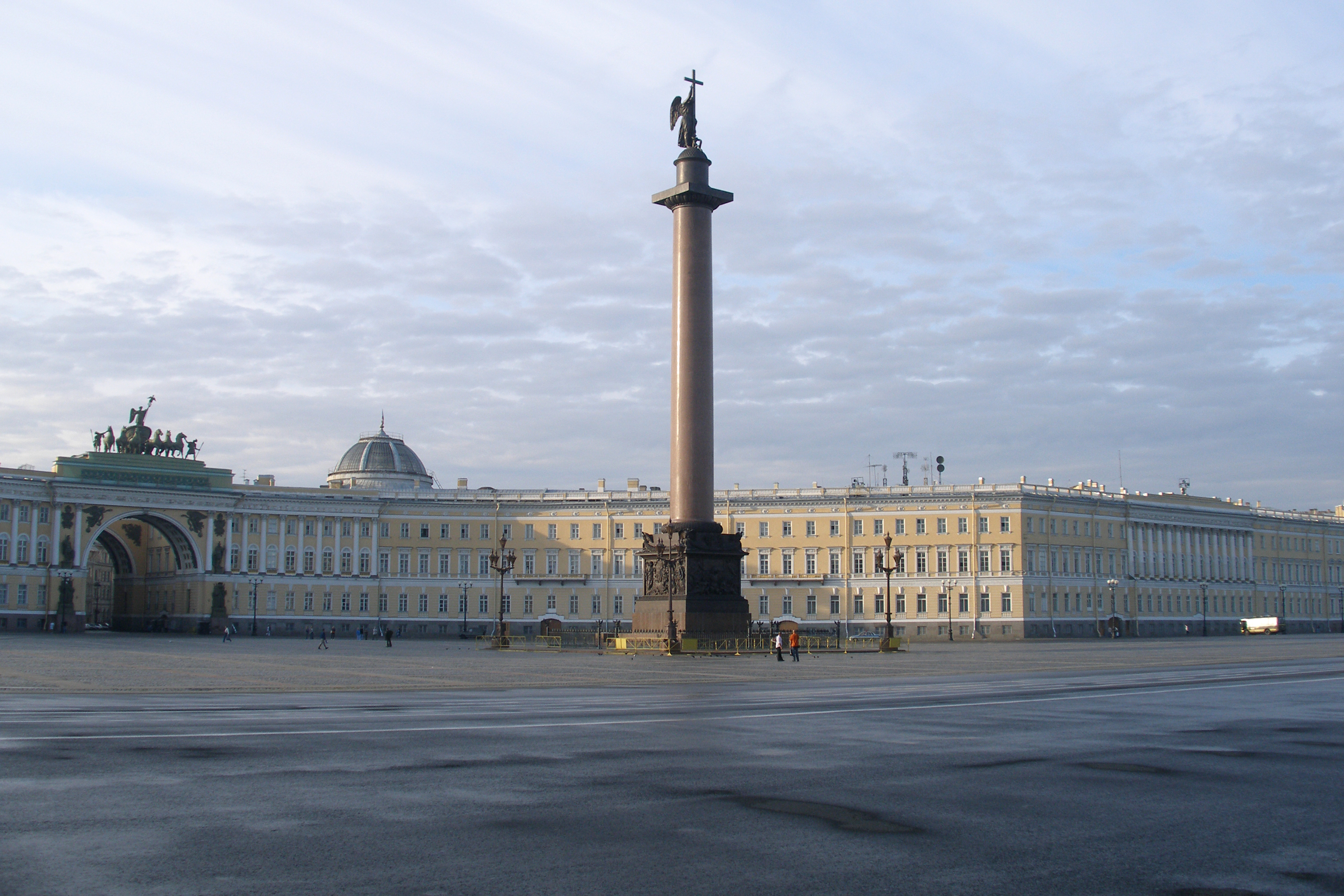
冬宮廣場上的亞歷山大柱

亞歷山大柱（俄语： 或 ）位於俄羅斯聖彼得堡冬宮廣場的中心。為了紀念打敗拿破崙入侵俄罗斯帝国而豎立。亞歷山大柱以沙皇亞歷山大一世命名。亞歷山大柱由法國出生的建築師奧古斯特·德·蒙費朗（Auguste de Montferrand）設計，從1830年開始建造，1834年8月30日完工。這座紀念碑高47.5米，是世界上最高的類型建築。